# 榎本駅
榎本駅（えのきもとえき）は、かつて茨城県行方市芹沢にあった鹿島鉄道鹿島鉄道線の駅である。2007年（平成19年）4月1日、鹿島鉄道線の廃線にともない廃駅となった。

## 歴史
- 1929年（昭和4年）5月16日：鹿島参宮鉄道の駅として開業[2]。
- 1965年（昭和40年）6月1日：鹿島参宮鉄道と常総筑波鉄道が合併して関東鉄道が発足、同社鉾田線の駅となる[3]。
- 1979年（昭和54年）4月1日：鉾田線が鹿島鉄道に分社化[3]。
- 2007年（平成19年）4月1日：廃止[3]。

## 駅構造
島式ホーム1面2線を有する地上駅。路線廃止末期は無人駅であったが、かつては有人駅であり、航空ジェット燃料輸送が行われていた時代の末期は、貨物列車運転日のみ駅員が派遣されて、出札業務などの駅務業務も行われる、特異な営業形態であった。
駅舎は北西側に位置し、桃浦駅と同じタイプである。駅舎からホームへの移動は、構内踏切を利用した。
かつて航空自衛隊百里基地への燃料輸送基地であったため、構内は広く、留置線を有した。この駅から基地へパイプラインが敷設され、自衛隊への燃料輸送に利用されていたが、パイプラインの老朽化により2001年（平成13年）8月に廃止された。
保線用のバラストを、ダンプトラックからホッパ車に積載するための荷役台（スロープ）があった。

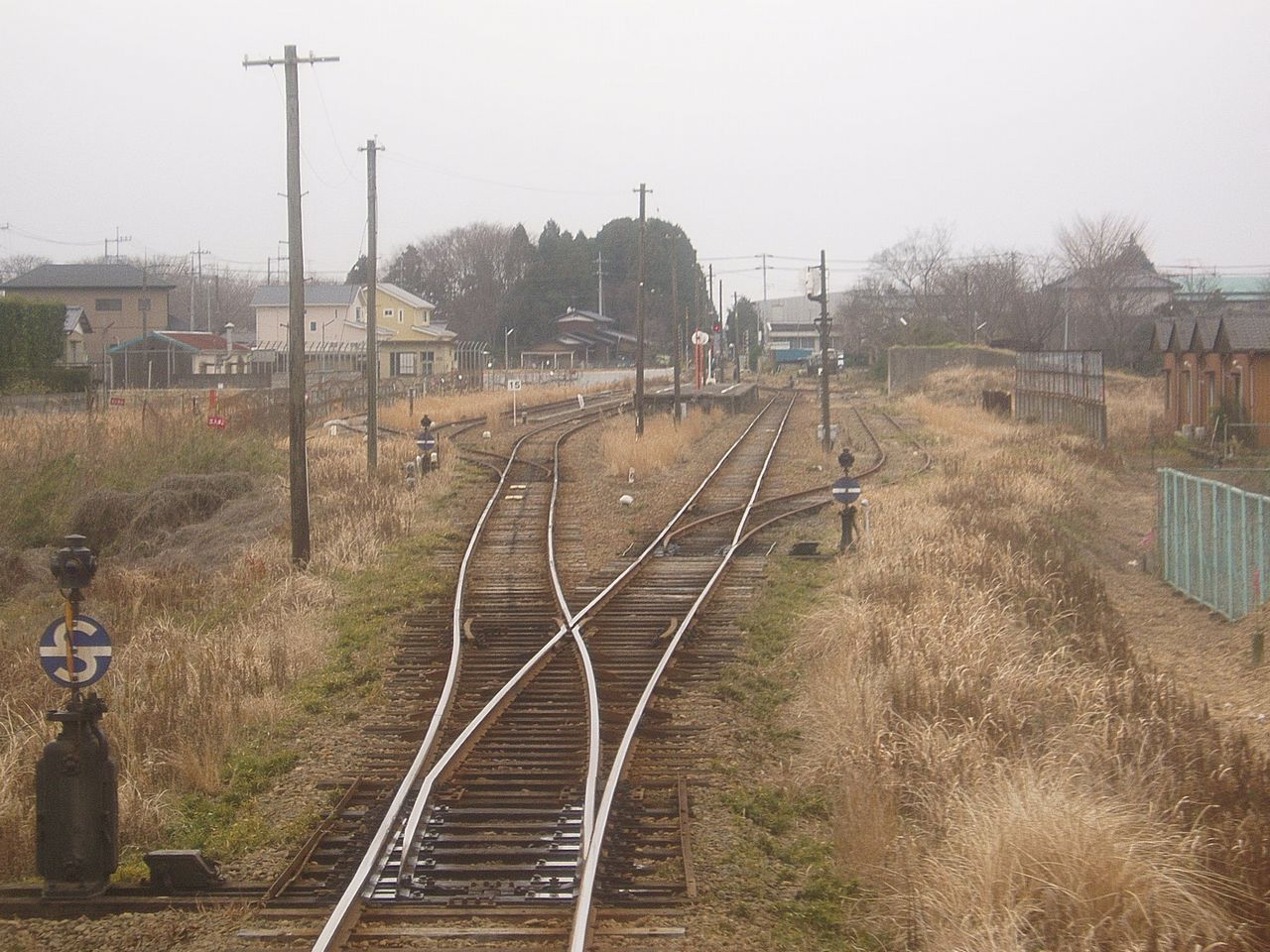
駅構内（2007年1月）

## 駅周辺
- 茨城県立玉造工業高等学校
- 茨城県道50号水戸神栖線

## 隣の駅
鹿島鉄道
■鹿島鉄道線
玉造町駅 - 榎本駅 - 借宿前駅